# فقه الحياة
فقه الحياة هو برنامج حواري – ديني على قناة المنار يهتم بالإجابة على الأسئلة والتساؤلات الفقهية التي يطرحها المشاهدون والمتعلقة بتفاصيل حياتهم اليومية.

## أوقات البث
يبث البرنامج أسبوعياً على الهواء مباشرة يوم الأربعاء الساعة الخامسة والنصف عصراً بتوقيت بيروت على قناة المنار .
كما أنه في شهر رمضان يصبح العرض أربعة أيام في الأسبوع بدل يوم واحد.

## مدة البرنامج
مدة البرنامج ساعة واحدة وفي الظروف الإستثنائية تمدد إلى ساعة ونصف.

## بعض مواضيع الحلقات
- حول الأحكام الفقهية المتعلقة بإهانة المقدسات وسب الأنبياء والأولياء أو التهكم على الذات الألهية بطريقة المزاح أو القصد.
- الصداقة من منظار الشريعة، ما هي ضوابتها بين الناس، وبين الجنسين تحديداً، الصداقة الالكترونية.
- كيف تعاطت الشريعة مع الفنون وكيف وجهتها ما سبب تحريم بعضها موضعياً أو كلياً.
- ما الحلال والحرام في البيع والشراء.
- الربا وبدائله.

## وصلات خارجية
- موقع البرنامج على قناة المنار